# Discurso científico

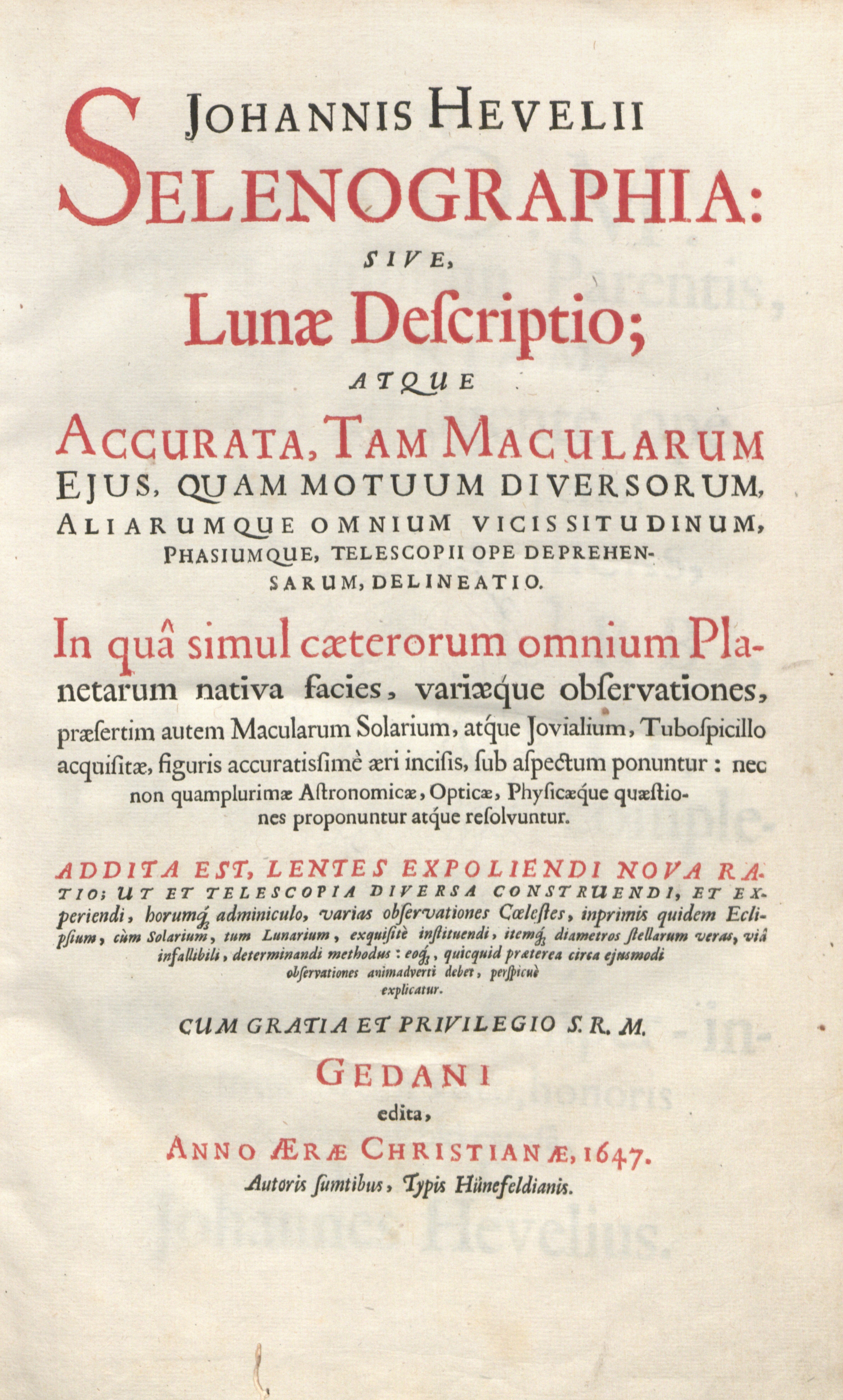
Antiguo tratado de Selenografía. El discurso científico data de bastantes siglos.

El discurso científico (del latín discursus ['acción de correr de una parte a otra']) es la construcción textual que permite la comunicación de contenidos científicos por medio de una lengua especializada en un formato técnico, en la que se caracterizan el léxico, la sintaxis y la configuración textual completa.
Para dichos contenidos, el discurso científico usa una lengua especializada que, según Judith Batista et al., debe cumplir con los parámetros siguientes:

El lenguaje como instrumento de comunicación permite romper las barreras del conocimiento y estar al tanto de los últimos acontecimientos científicos. El científico debe validar, falsear o imponer nuevas teorías que sean capaces de crear nuevos conocimientos o corroborar los que ya existen, a través de su discurso, exige que el lenguaje utilizado para la transmisión de estos saberes pueda difundirse por toda la comunidad científica y extenderse por todo el mundo sin ningún tipo de interferencias para su fácil y adecuada aplicación. Todo esto es posible siempre que el código lingüístico utilizado tanto por el emisor como por el receptor sea el mismo.

Para la construcción del discurso científico, además de los parámetros esbozados en la cita de Judith Batista et al., hay autores que, admitiendo la objetividad que debe ser inherente al mismo, advierten así mismo sobre la inevitable subjetividad del discurso científico y académico, como es el caso de María García, quien señala una serie de factores que afectan la objetividad discursiva.

## Las lenguas especializadas
Una Lengua Especializada es una lengua en situación de uso profesional, una lengua de especialidad. En el caso de la lengua española, se suele hablar de español con fines específicos (EFE). La característica fundamental de una lengua especializada es su terminología y que sirve para la comunicación de información específica de un área del saber. Esta terminología o léxico utilizado en una lengua especializada se denomina tecnolecto, del alemán Technolekt.
Toda lengua especializada exige de su usuario un triple conocimiento para su adecuado manejo: 1) competencia discursiva, 2) conocimiento cultural y 3) conocimiento profesional. En consecuencia, algunos autores consideran la enseñanza de las lenguas especializadas como enseñanza de segundas lenguas, por el grado de adquisición de competencia lingüística. La didáctica del EFE es bastante reciente, pues, por ejemplo, la Asociación Europea de Lenguas para Fines Específicos es creada en 1992.
La didáctica de una lengua especializada, según Enrique Alcaraz, requiere dos líneas metodológicas fundamentales: 1) léxico-semántica y 2) pragmática.

## Caracterización tradicional del lenguaje científico

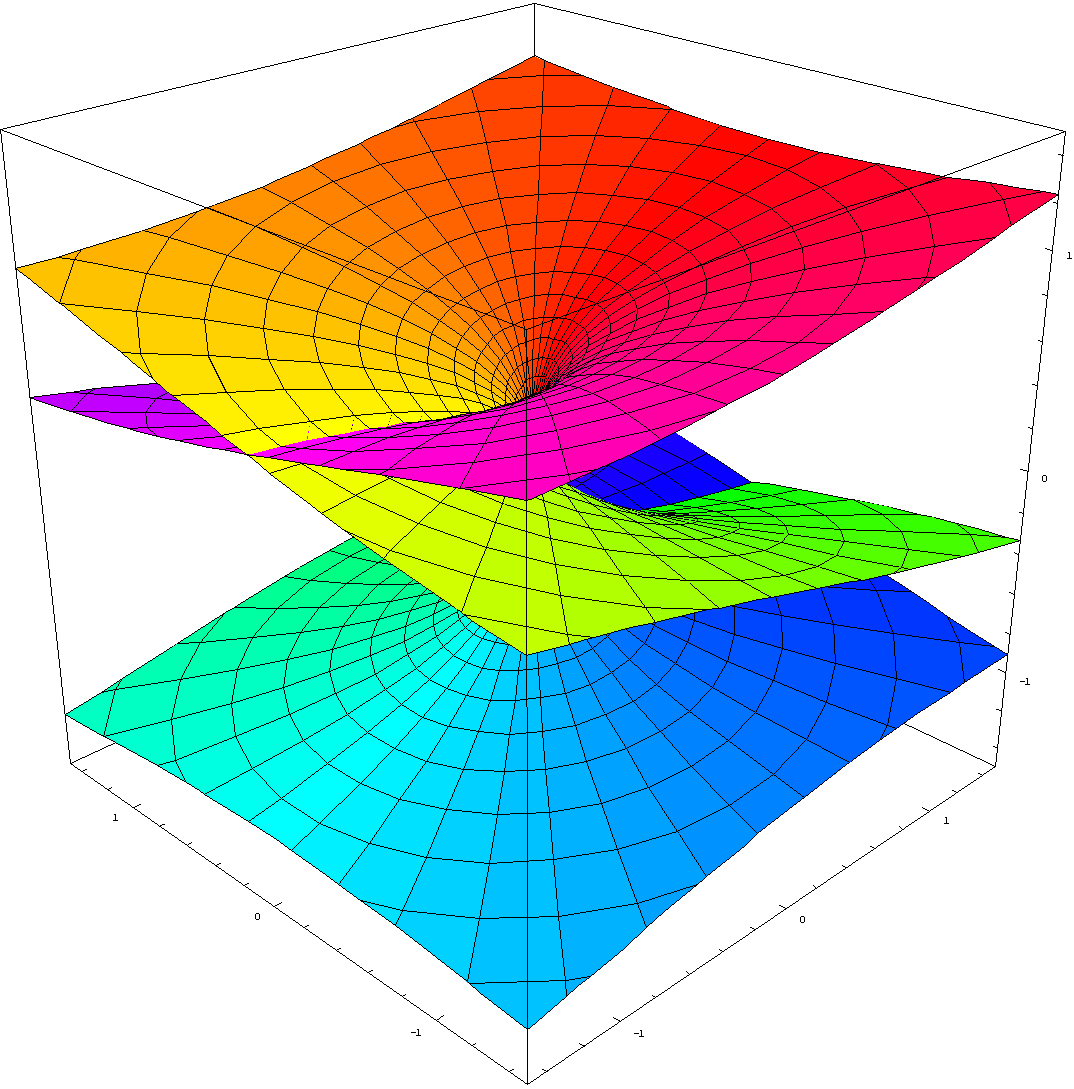
La presencia de gráficos es bastante común en el texto científico.

Conviene destacar de entrada la diferencia entre el lenguaje científico-técnico y el lenguaje de divulgación. Por lenguaje científico-técnico se entiende el conjunto de variedades lingüísticas con una fuerte marca terminológica que, junto a otros signos no lingüísticos, es indispensable para la transmisión de conocimientos especializados. El lenguaje de divulgación es una variedad del lenguaje especializado, que tiene lugar cuando el destinatario del discurso no es un profesional del área, y, en consecuencia, se adapta una variedad léxica para lograr una comunicación efectiva.
Para Josefa Gómez, los textos que enuncian un discurso científico-técnico pueden clasificarse de la siguiente manera:
1. Texto divulgativo: es un texto docente y está dirigido a un receptor no especialista.
2. Texto didáctico: es un texto docente y está dirigido a un receptor especialista.
3. Informe: es un texto metodológico y está dirigido a un receptor especialista.

Para Alcaraz, la comunicación científico-técnica se concreta por medio del texto escrito, por la necesidad que entraña la ciencia de ser respaldada con fuentes. Para otros autores, el canal oral también opera y es de la mayor importancia en los eventos de divulgación de la ciencia.
Por su parte, Sanz define varios rasgos prototípicos del lenguaje científico:
1. Vocabulario unívoco → lenguaje monosémico. Uso de tecnicismos y neologismos que no toleran polisemia, sinonimia y homonimia. Creación de neologismos por composición y derivación. Préstamos lexicales. Uso de gráficos y dibujos explicativos.
2. Referencia estricta al objeto → lenguaje denotativo. Reticencia al uso del lenguaje oblicuo. La referencia extralingüística es directa y clara.
3. Negación de la subjetividad → lenguaje objetivo. Uso la definición, enunciación, descripción, explicación, demostración y caracterización, sin involucrar sentimientos o posturas personales.
4. Precisión y claridad → lenguaje económico. Uso de conectores para secuenciación simple, nominalización, tiempos verbales simples. Ausencia de perífrasis verbales y adornos retóricos.
5. Ausencia de intimismo → lenguaje impersonal. Uso de la forma impersonal, del plural de modestia, de la voz pasiva y predominio del tiempo presente y el modo indicativo.
6. Ausencia de particularismos → lenguaje universal. Uso de términos científicos y técnicos, ejemplificaciones y convenciones metodológicas. Uso del presente gnoseológico.

Cabe señalar que desde las últimas tendencias de la lingüística cognitiva, los conceptos de objetividad y universalidad, entendida la objetividad como la no intervención de la intimidad del sujeto enunciador, y la universalidad como la presunción de verdad, van siendo sustituidos paulatinamente por la construcción intersubjetiva consensuada, esto es, la objetividad se entiende como cognición compartida y la universalidad como consenso en dicha cognición compartida.
Por su parte, en el lenguaje de divulgación se cumplen todas las características del lenguaje científico-técnico, excepto la del uso de términos técnicos, pues sobre estos se efectúa un ajuste de variación lexical, que convierte el léxico técnico del discurso científico en un léxico semitécnico, para que el auditorio lego pueda comprender de qué se habla.
Vale la pena dedicar un aparte a la neología. Para Gutiérrez, existen tres tipos de neologías: neología de forma, neología de sentido y neología sintáctica. La neología de forma es la creación de entradas lexicales a partir de procedimientos como el préstamo lexical, la derivación, la composición, el uso del latín/griego, de los epónimos y de los acrósticos. La neología de sentido consiste en asignar un nuevo significado a un término ya existente (mapas geográficos > mapas genéticos). La neología sintáctica es el cambio de función sintáctica al cambiar la categoría gramatical de un término, como ocurre en la nominalización (gateo: verbo > sustantivo = el gateo).

## La redacción técnica

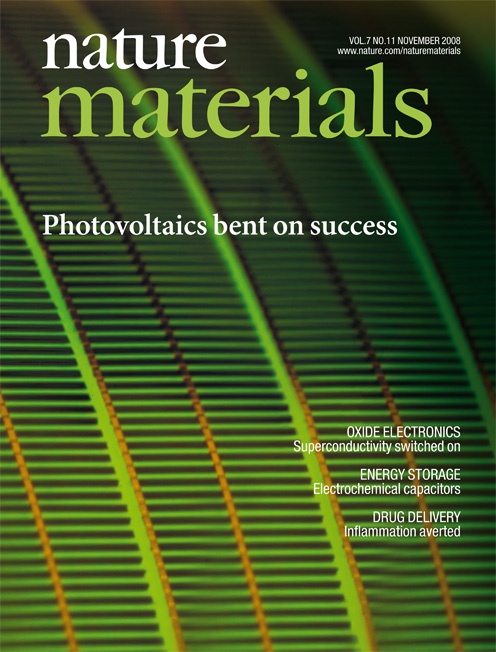
No solo los libros son repositorios del discurso académico. Hoy, principalmente, las revistas científicas son un archivo esencial de la ciencia.

La redacción técnica «es una redacción especializada por los contenidos de información que transmite». La redacción técnica debe apostar por la claridad y la precisión, por lo que Lerat recomienda que, en la producción de textos científico-técnicos, se preste particular atención a la construcción de siglas, que deberán ir de un nivel explícito (el nombre) a un nivel hermético (el acrónimo).
También recomienda Lerat que la exposición avance de lo general a lo particular, de lo anterior a lo posterior, o de lo esencial a lo accesorio. En todo caso, recomienda ir de lo menos complejo a lo más complejo. La legibilidad y aceptabilidad de un texto depende más de los factores ya dichos que de la extensión de los sintagmas oracionales.
Por otra parte, la redacción técnica debe encajarse de entrada en alguna superestructura conocida, esto es, en algún tipo de discurso o secuencia textual de los establecidos como aceptados por la comunidad científica (descripción, argumentación, narración, etc.), y en algún género discursivo de los igualmente aceptados (noticia científica, informe, proyecto, carta, etc.).
La redacción técnica exige, en consecuencia, partir de una superestructura (géneros discursivos) para construir una macroestructura (esquema organizativo, jerarquía semántica) que se concrete en una microestructura (tejido interoracional).
Los géneros discursivos, según Alcaraz, se definen como tales en virtud de que un conjunto de textos compartan: a) una misma función comunicativa (referencial, conativa o metalingüística), b) una macroestructura similar (jerarquía semántica), c) un modo de organización del discurso similar (descripción, narración, exposición), d) un nivel léxico-sintáctico similar (tecnicismos, sintagmas nominales, modo indicativo) y e) unas condiciones sociopragmáticas comunes (lenguaje en uso en contextos científico-técnicos).
Alcaraz establece que la macroestructura en la redacción técnica se divide en primaria, que se corresponde con los capítulos y acápites de un texto, y secundaria, que se corresponde con la armadura de párrafos. Alcaraz recomienda que si un contenido va a ocupar más de ocho renglones, se lo divida en varios párrafos con micromarcadores (conectores secuenciales). Por otra parte, Alcaraz hace alusión al rasgo pragmático de la cortesía académica, evidenciada no solo en las referencias a otras fuentes, sino en la claridad expositiva.

## El texto argumentativo

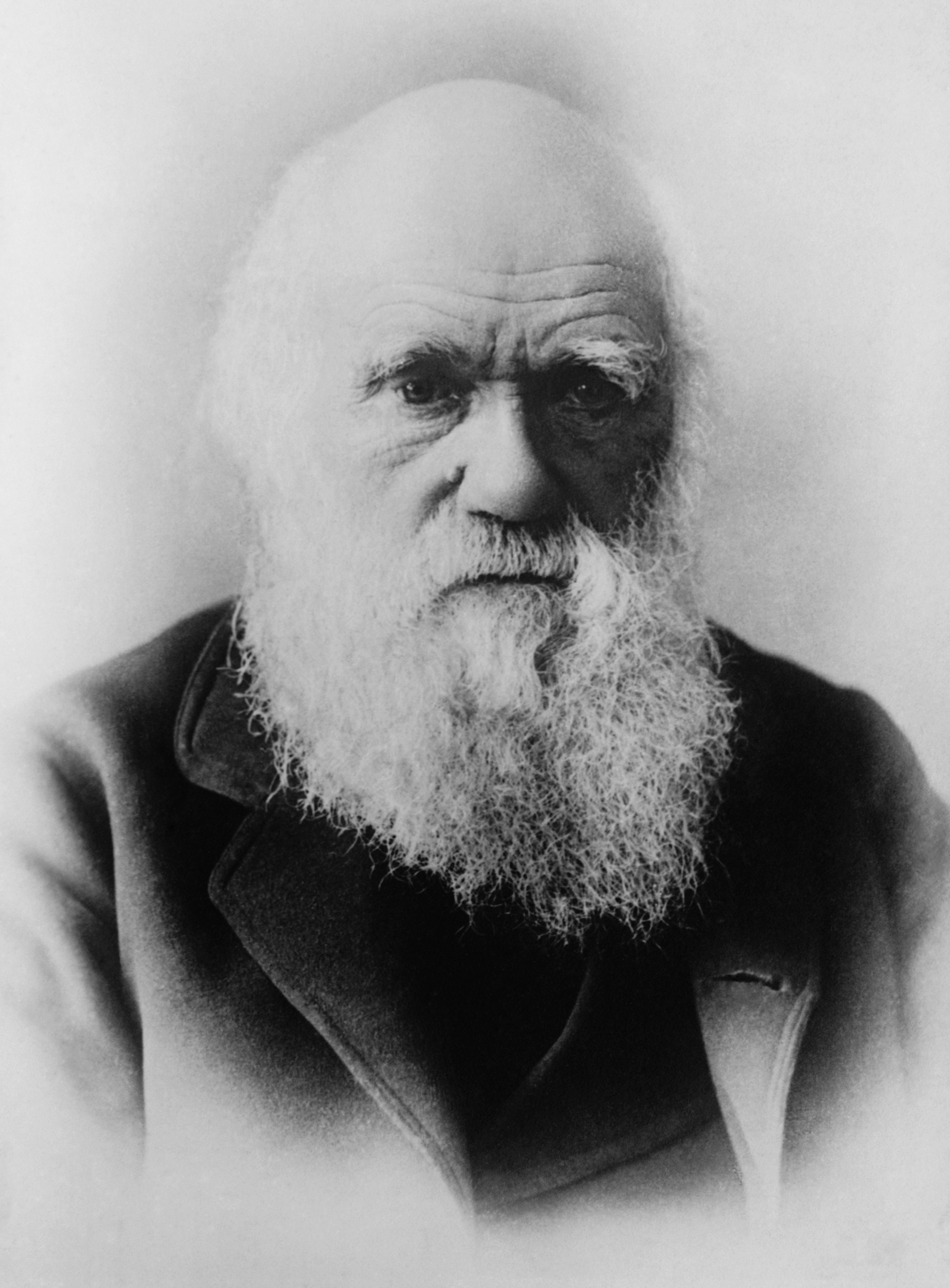
Charles Darwin en 1880. El texto científico es el vehículo natural para la divulgación de la investigación acometida por el científico. Por ello, si bien es objetivo, lleva una fuerte marca de autoría.

El texto argumentativo organiza las posturas frente al conocimiento del mundo. Para ello, su foco contextual está centrado en la relación entre los conceptos y la reacción de los interlocutores( Werlich, citado por Sanz). Se caracterizan por una estructura trimembre, esto es, problema, resolución y conclusión, pero con un enfoque argumental (Adam, citado por Sanz, una manifiesta toma de posición, el uso del tiempo presente, conectores lógicos y secuenciales, oraciones largas (coordinadas adversativas y copulativas y subordinadas causales, consecutivas y finales).
La superestructura suele ser lineal y focaliza la lógica en la postura. Suele constituirse por una tesis inicial, unas premisas, una argumentación y una conclusión.
La tesis inicial es la presentación del status quo semántico del concepto, noción o teoría. Las premisas son el fundamento teórico de la tesis inicial, tal como se lo concibe en cuanto que verdadero. La argumentación es la defensa o refutación de las premisas con el fin de demostrar su validez/invalidez científica. La conclusión es el aporte argumental a favor o en contra de las premisas para calificarla de válidas o inválidas.
La macroestructura del texto argumentativo guarda alguna relación con el texto expositivo por la secuencia lógica de conceptos, solo que el texto argumentativo subsume esta secuencia en una jerarquía semántica mayor, la de la tesis o planteamiento postural.
El aparato argumental con que se ataca o defiende una tesis puede estar constituido de innumerables argumentos, falacias o pruebas. Las pruebas son la constatación lógica y material de la validez de un argumento. Los argumentos son los razonamientos con los que se pretende sostener o derrumbar una tesis. Las falacias son argumentos inválidos con apariencia de válidos. La tesis es la postura inicial de la que se parte en un texto argumental, convertida en un planteamiento. En resumen, una tesis se expone por vía de los argumentos, y estos se constatan por vía de las pruebas.
La retórica y la dialéctica desarrollaron una sofisticada taxonomía argumental, que hoy se sigue utilizando. Así, por ejemplo, es común que los textos argumentales científicos citen textualmente lo que han dicho otros autores, con lo cual están implementando el argumentum ad verecundiam, que consiste en revestir la verdad de la tesis propia con la autoridad de un especialista.